# Sjövik
För andra betydelser, se Sjövik (olika betydelser).
Sjövik är en tätort i Lerums kommun, belägen vid sjön Mjörns västra strand, cirka 35 kilometer nordost om Göteborgs central.

## Historia
Samhället började växa fram sedan Västergötland–Göteborgs Järnvägar – (VGJ / Västgötabanan) anlagt en station här vid starten 1900. När sträckan från Göteborg till Sjövik lades ner 1967 blev Sjövik ändstation för den återstående sträckan till Skara. Så snart som 1970 lades dock hela järnvägen ner.

### Befolkningsutveckling
| Befolkningsutvecklingen i Sjövik 1965–2020 | Befolkningsutvecklingen i Sjövik 1965–2020 | Befolkningsutvecklingen i Sjövik 1965–2020 | Befolkningsutvecklingen i Sjövik 1965–2020 | Befolkningsutvecklingen i Sjövik 1965–2020 |
| ------------------------------------------ | ------------------------------------------ | ------------------------------------------ | ------------------------------------------ | ------------------------------------------ |
|                                            |                                            |                                            |                                            |                                            |
| År                                         |                                            |                                            | Folkmängd                                  | Areal (ha)                                 |
| 1965                                       | 1965                                       |                                            | 236                                        |                                            |
| 1970                                       | 1970                                       |                                            | 518                                        |                                            |
| 1975                                       | 1975                                       |                                            | 750                                        |                                            |
| 1980                                       | 1980                                       |                                            | 749                                        |                                            |
| 1990                                       | 1990                                       |                                            | 797                                        | 79                                         |
| 1995                                       | 1995                                       |                                            | 926                                        | 83                                         |
| 2000                                       | 2000                                       |                                            | 902                                        | 83                                         |
| 2005                                       | 2005                                       |                                            | 892                                        | 84                                         |
| 2010                                       | 2010                                       |                                            | 905                                        | 84                                         |
| 2015                                       | 2015                                       |                                            | 929                                        | 97                                         |
| 2020                                       | 2020                                       |                                            | 1 065                                      | 97                                         |
| Anm.: Ny tätort 1965                       |                                            |                                            |                                            |                                            |

## Samhället
I tätorten finns bland annat Hagströms handel och en fristående tapp med diesel, bensin och E85 samt ett bibliotek. En pizzeria finns i gamla industriområdet, i industriområdet ligger även en betongfabrik där lokalerna ägs av företaget Skrotfrag men verksamheten drivs av peab grundläggning som hyr nämnda lokaler.
Badplatserna i Sjövik är många, bland andra Prästens Brygga som består av en sandstrand och klippor. Sedan 1941 driver Svenska Missionskyrkan lägergården och vandrarhemmet Sjöviksgården. De har även en scoutverksamhet med bas i kyrkobyggnaden.
I Sjövik finns en skola för årskurs 1-5 och fritids. Där finns två förskolor, Björkhyddan samt Björnen. Likväl dagverksamhet i form av dagmamma.
Sjöviks SK är en aktiv sportklubb och förening i samhället.